# Dave Edwards (Footballspieler, 1939)
David Monroe Dave Edwards (* 14. Dezember 1939 in Columbia, Alabama, USA; † 5. Dezember 2016 in Whitney, Texas) war ein US-amerikanischer American-Football-Spieler. Er spielte als Linebacker in der National Football League (NFL) bei den Dallas Cowboys.

## Spielerlaufbahn
Dave Edwards spielte bereits auf der Highschool American Football, betätigte sich daneben allerdings auch als Basketballspieler. Im Jahr 1959 schloss er sich der Auburn University an und spielte dort als Offensive End und als Defensive End für die Auburn Tigers. In seinem letzten Studienjahr wurde er in die Ligaauswahl gewählt und nahm an einem Auswahlspiel der besten College-Football-Spieler teil.
Im Jahr 1962 wurde Edwards von den in der AFL angesiedelten Denver Broncos in der 25. Runde an 194 Stelle gedraftet. Er schloss sich allerdings nicht der Mannschaft aus Denver an, sondern unterschrieb als Free Agent einen Vertrag bei den Dallas Cowboys, die in der Konkurrenzliga der AFL, der NFL, angesiedelt waren. In seinem ersten Vertragsjahr kam er aus disziplinarischen Gründen nicht zum Einsatz, fand jedoch Aufnahme in den Practice Squad der Mannschaft.
In seinem zweiten Jahr bei der Mannschaft aus Dallas konnte sich Edwards in der von Tom Landry trainierten Mannschaft als Starter auf der Position des Linebackers durchsetzen. Die Defense der Cowboys, mit den späteren Mitgliedern der Pro Football Hall of Fame wie Cliff Harris, Herb Adderley, Bob Lilly oder Mel Renfro und weiteren Spitzenspieler wie Chuck Howley, Jethro Pugh oder Lee Roy Jordan entwickelte sich zu einer der besten Abwehrformationen der Liga und ging als Doomsday Defense in die Geschichte der NFL ein.
In der Saison 1970 gewann er mit seiner Mannschaft das NFC Championship Game. Seine Mannschaft scheiterte aber im Super Bowl V an den Baltimore Colts, die von Don McCafferty betreut wurden, mit 16:13.
Im folgenden Jahr gewann er mit den Cowboys in der Regular Season elf von 14 Spielen und zog damit in die Play-offs ein. Nach einem 14:3-Sieg über die San Francisco 49ers gelang seinem Team im Super Bowl VI gegen die von Don Shula trainierten Miami Dolphins ein 24:3-Sieg.
Unter Führung von Quarterback Roger Staubach gewann Dave Edwards im Jahr 1975 seine dritte NFC Meisterschaft. Einem 37:7-Sieg über die Los Angeles Rams im NFC Championship Game folgte allerdings eine 21:17-Niederlage gegen die von Chuck Noll betreuten Pittsburgh Steelers im Super Bowl X. Edwards beendete nach dem Spiel seine Laufbahn.

## Nach der Karriere
Dave Edwards betätigte sich nach seiner Laufbahn als Maler. Im Jahr 1988 wurde er in die Alabama Sports Hall of Fame aufgenommen. Er war verheiratet und hatte zwei Kinder. Im Jahr 2016 starb er eines natürlichen Todes, seine Leiche wurde verbrannt und die Asche der Familie zurückgegeben.

## Quelle
- Jens Plassmann: NFL – American Football. Das Spiel, die Stars, die Stories (= Rororo 9445 rororo Sport). Rowohlt, Reinbek bei Hamburg 1995, ISBN 3-499-19445-7.